# 皇甫謐
皇甫 謐（こうほ ひつ、建安20年（215年） - 太康3年（282年））は、中国の三国時代から西晋にかけての学者。字は士安、号は玄晏先生。

## 生涯
皇甫謐は、後漢の武将として有名な皇甫嵩の曾孫である。安定郡朝那県（現在の寧夏回族自治区固原市彭陽県）の出身。
官職には就かず、著述に専念した。寝食を忘れて書を読み、「書淫」と呼ばれたという。
西晋の武帝は何度も皇甫謐を招いたが、皇甫謐は仕官を断った。皇甫謐が武帝に対して本を借りたいと申し出たとき、武帝は車いっぱいの本を与えた。
左思が「三都賦」を書いた当初、左思が無名のためもあり評判はよくなかったが、皇甫謐が序文を書いたとたんに皆が褒めるようになったという。この序は『文選』に収められている。
皇甫謐が当時流行の寒食散（五石散）を服用して苦しんだことは、魯迅の「魏晋の気風および文章と薬および酒の関係」に記されている。

## 著作
皇甫謐には多くの著作があるが、大部分は失われた。しかし、逸文がしばしば他の書に引用されて残っている。
- 鍼灸甲乙経 - 鍼灸についての基本的かつ現存最古の書籍[4]。
- 玄晏春秋
- 帝王世紀 - 天地開闢から三国時代の魏末までの王統を記したもの。
- 年暦
- 高士伝 - 高潔の士、隠者の伝記を集めたもの。嵆康『高士伝』とは別。『太平御覧』に引用される。
- 逸士伝
- 列女伝 - 劉向『列女伝』とは別。『説郛』に収める。

『隋書』経籍志は、ほかに『朔気長暦』『雑漏刻法』のような暦算の書、寒食散の処方に関する書、『鬼谷子』の注などを皇甫謐の著とする。